# Obdiplostemono
La obdiplostemonía se da en las flores cuyos verticilos incumplen la ley de la alternancia. Así, un androceo obdiplostémono tendrá dos verticilos de estambres, el primero o exterior alineado con los pétalos (corola), y el segundo o interior alineado con los sépalos (cáliz); incumpliendo de esa manera la ley de la alternancia, que dice que los verticilos de una flor se van alternando, es decir, no aparecen superpuestos.
Esto ocurre en la familia de las Cariofiláceas y la de las Aizoaceas, aunque no únicamente.
- Datos: Q6047894